# Theodore Hamm Brewing Company

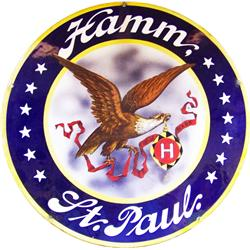
Logo der Theodore Hamm Brewing Company.

Die Theodore Hamm Brewing Company ist eine ehemalige US-amerikanische Brauerei in St. Paul.

## Geschichte

### Frühe Jahre bis Jahrhundertwende
Der Vorgänger der Theodore Hamm Brewing Company wurde 1860 durch Andrew F. Keller in der Nähe des Phalen Creek gegründet. Diese Brauerei, die unter den Namen Pittsburgh Brewery und Excelsior Brewery bekannt war, befand sicher über einem artesischen Brunnen. Um die Expansion der Brauerei zu finanzieren, nahm Keller einen Kredit vom deutschen Emigranten Theodore Hamm auf – die Brauerei fungierte als Pfand. 
Als die Brauerei 1865 bankrottging, fiel Hamm die Brauerei zu. Er führte sie gemeinsam mit seiner Ehefrau Louise als Theodore Hamm Brewing Company (auch Theodore Hamm Brewery) weiter und machte Christopher Figg zum neuen Braumeister. Zu dieser Zeit stellte Hamm die Produkte Excelsior, Preferred Stock, New Brew und Velvet her – der Jahresausstoß betrug circa 500 Barrel.
1886 stieg Hamms Sohn William in den Betrieb ein. Zu dieser Zeit war die Brauerei mit einem Jahresausstoß von 40.000 Barrel Bier bereits die zweitgrößte Brauerei in Minnesota. 1896 wurde die Brauerei offiziell angemeldet: Theodore Hamm wurde erster Präsident, sein Sohn William Vize-Präsident.
Sieben Jahre nach der Anmeldung verstarb Firmengründer Theodore Hamm – sein Sohn William übernahm gemeinsam mit seinem eigenen Sohn William Jr. die Leitung der Brauerei. William Figge, ein Verwandter des ersten Braumeisters des Unternehmens, wurde neuer Generaldirektor und Braumeister. 1912 lag der Jahresausstoß bereits bei circa 700.000 Barrel.

### Prohibition bis 1950er Jahre
Während der Prohibition diversifizierte sich die Brauerei in verschiedene Produktbereiche: Es wurden alkoholreduziertes Leichtbier, Erfrischungsgetränke, Sirupe, Eis, Zigarren, Sardinen und Malzextrakt hergestellt. Nach dem Ende der Prohibition wurde der reguläre Braubetrieb wieder aufgenommen. William Hamm begann, die Brauerei weiter zu expandieren. 
1951 wurde William C. Figge, Sohn des ehemaligen Braumeisters, Präsident der Brauerei. Die wachsende Wirtschaft der Nachkriegszeit und das erklärte Ziel, national zu expandieren, sorgten für rapides Wachstum der Brauerei. Hamm-Bier wurde mit dem Werbespruch „From the Land of Sky Blue Waters“ beworben. Als Werbefigur verwendete man in Print- und Fernsehwerbung einen Cartoon-Bären, der es zu hoher Popularität brachte. 

### Expansion bis in die 1960er Jahre
Die Folgejahre waren vom expansiven Bestreben der Unternehmensführung geprägt. Allein von 1951 bis 1954 stieg der Jahresausstoß von 1.200.000 Barrel auf 2.300.000 Barrel. Die Hamm-Brauerei war die achtgrößte Brauerei in den USA geworden.
Um mit der in der Nachkriegszeit steigenden Nachfrage Schritt zu halten, wurden verschiedene Brauereien aufgekauft: Rainier Brewing Company (1953, San Francisco), Standort der Liebmann Breweries (1957, Los Angeles, vormals Acme Breweries), Gunther Brewing Company (1960, Baltimore), Gulf Brewing Company (1963, Houston).
Mit dem Kauf der Gunther Brewing Company wollte Hamm den Einstieg in den Markt der Ostküste bestreiten. Die Gunther-Brauerei eignete sich hierfür unter anderem deswegen, da sie erst kurz zuvor etliche Modernisierungsarbeiten abgeschlossen hatte. Am 7. März 1960 wurde mit dem Verkauf von Hamm-Bier in Baltimore begonnen. Dieses konnte sich jedoch aufgrund des bestehenden Ressentiments aufgrund der Schließung der Gunther-Brauerei nicht durchsetzen. Die Absatzzahlen von Hamm-Bier sanken sogar noch unter die der aufgekauften Gunther-Brauerei. Aus diesem Grund wurde Gunther-Bier am 1. November 1962 wieder eingeführt. Nach diesem Misserfolg wurde die Gunther Brewing Company 1963 an die F. & M. Schaefer Brewing Company verkauft. 

### Verkauf und Niedergang

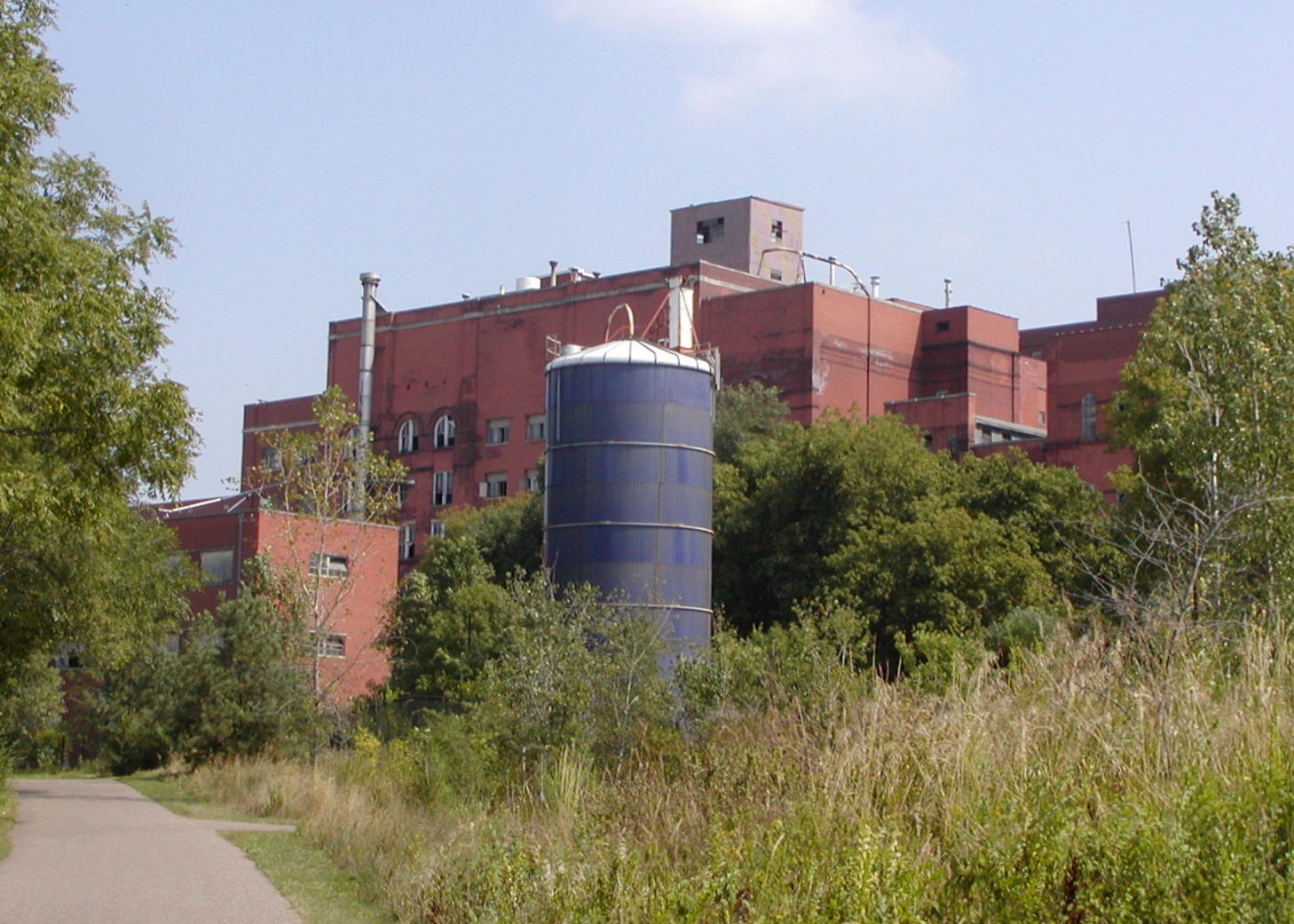
Stillgelegte Hamm-Brauerei in St. Paul.

Die rasch stattfindende Konsolidierung der Industrie und der Wettbewerbsdruck durch andere nationale Brauereien führten dazu, dass sich die Hamm-Familie dazu entschloss, die Brauerei 1965 zum Verkauf anzubieten. Sowohl die Rheingold Breweries als auch Molson äußerten Interesse, die Akquisition wurde jedoch vom amerikanischen Justizministerium verboten. Hamm wurde daraufhin vom Schnapshersteller Heublein für 10,4 Millionen US-Dollar gekauft.
1968 wurde mit 4.300.000 Barrel der höchste Jahresausstoß der Firmengeschichte erreicht. Die Absatzzahlen für Hamm-Bier gingen später jedoch wieder zurück. In der Folge mussten die in den 1960er Jahren aufgekauften Firmen wieder abgestoßen werden (es werden die ursprünglichen Namen der Betriebe genannt): Gulf Brewing Company (1967), Standort der Liebmann Breweries (1972), Rainier Brewing Company (1973).
Da Heublein plante, die gesamte Firma stillzulegen, schlossen sich 1973 sieben Distributionsfirmen Hamms zur Brewery Unlimited zusammen, um den Betrieb der Hamm-Brauerei aufrechtzuerhalten. Sie hielten die Brauerei bis 1975 in Betrieb. In diesem Jahr wurde die Theodore Hamm Brewing Company von der Olympia Brewing Company für 14,7 Millionen US-Dollar aufgekauft. 1983 wurde Olympia wiederum von der Pabst Brewing Company aufgekauft. 
Die Brauerei in St. Paul wurde vom neuen Besitzer gegen eine Brauerei in Tampa in einem Tauschgeschäft mit der Stroh Brewery Company eingetauscht. Die Produktion von Hamm-Bier wurde nach Milwaukee verlegt.
1997 wurde die ehemalige Hamm-Brauerei in St. Paul endgültig geschlossen. Zwei Jahre später wurden die Rechte an Hamm-Bier an die Miller Brewing Company verkauft, welche 2002 in SABMiller aufging. Mittlerweile liegen die Rechte an Hamm-Bier bei MillerCoors, einem Joint Venture zwischen Molson Coors und SABMiller.

## Hamm-Bier in Popkultur
- In David Frizzells Song „I’m Gonna Hire a Wino to Decorate Our Home“ (1982) wird der Hamm-Bär, die populäre Werbefigur der Brauerei, erwähnt.

Hamm-Bier erscheint in etlichen Filmen:
- Bill McKay – Der Kandidat (1972): Bill und John McKay trinken gemeinsam Hamm-Bier.
- Ich glaub’, ich steh’ im Wald (1982): Die Figur Jeff Spicoli trinkt bei einer Autofahrt Hamm-Bier.
- High Fidelity (2000): Die Figur Robert Gordon trinkt Hamm-Bier.
- Dämonisch (2001): „Dad“ Meiks trinkt Hamm-Bier.
- Der große Trip – Wild (2014)
- Dumb Money – Schnelles Geld (2023)

## Trivia
- 1933 wurde William Hamm Jr. auf seinem Heimweg in der Nähe der Brauerei von der Barker-Karpis-Gang entführt. Es wurde ein Lösegeld von 100.000 US-Dollar gefordert, welches auch bezahlt wurde. William Hamm Jr. kam wieder frei.